# EOL (język programowania)
EOL (Expression Oriented Language) – język programowania opracowany w Instytucie Maszyn Matematycznych w latach 1965–1966 pod kierownictwem Leona Łukaszewicza. Opracowano wersje języka EOL 1 i EOL 2. EOL 2 został zaimplementowany w 1967 r. dla maszyny ZAM-41 przez zespół w składzie: Zdzisława Wrotek, Jan Walasek i Iwona Messner. Dostępny był dla komputera ZAM-41 zarówno interpreter, jak i kompilator języka EOL. Jest to język ukierunkowany na przetwarzanie symboli, co predysponowało go do pisania translatorów. Między innymi w tym języku powstała znaczna część kodu translatora języka COBOL dla komputera ZAM-41, oraz języka Algams dla tego samego modelu komputera. W języku wykorzystano część idei występujących w innych językach przetwarzania symboli, tj. COMIT oraz IPL-IV. Kod źródłowy mógł być pisany przy użyciu słów kluczowych zaczerpniętych zarówno z języka polskiego, jak i języka angielskiego (przy czym wymagano aby w ramach jednej sekcji stosować słowa tylko jednego z tych języków). W 1967 roku opracowano na uniwersytecie w Illinois (USA) wersję tego języka EOL-3, która została w 1968 roku zrealizowana na komputerach: IBM 7094 i IBM 360. Ponadto na bazie EOL opracowano język NUCLEOL. Podjęto też przez wspomniany wyżej Uniwersytet Illinois oraz Uniwersytet Colorado wspólne prace nad językiem EOL-4.